# Пара-ді-Мінас (мікрорегіон)

Пара-ді-Мінас на карті штату Мінас-Жерайс

Пара-ді-Мінас (порт. Microrregião de Pará de Minas) — мікрорегіон у Бразилії, входить до штату Мінас-Жерайс. Складова частина мезорегіону Агломерація Белу-Орізонті, включає п'ять муніципалітетів. Населення мікрорегіону становить 132 284 осіб на 2014 рік, займає площу 1766 км².

## Склад мікрорегіону
До складу мікрорегіону включені такі муніципалітети:
1. Флорестал
2. Онса-ді-Пітангі
3. Пара-ді-Мінас
4. Пітангі
5. Сан-Жозе-да-Варжинья